# Русско-шведская война (1656—1658)
Русско-шведская война 1656—1658 годов велась Русским царством с целью пересмотра итогов Столбовского мирного договора, по которому были потеряны земли вдоль побережья Финского залива и страна была лишена выхода к Балтийскому морю. Формальным поводом к началу войны послужила ошибка шведских дипломатов в царском титуле при третьей ратификации Столбовского мира в 1655 году (договор ратифицировался по причине вступления на престол нового короля Карла X Густава, принца Пфальц-Цвейбрюккенского в 1654 году). Боевые действия велись на ингерманландском и ливонском направлениях.

## Международная ситуация и причины войны
По Столбовскому мирному договору, завершившему русско-шведскую войну 1610—1617 годов, Русское царство было вынуждено уступить Швеции территорию от Ивангорода до Ладожского озера и тем самым полностью лишилось выхода к балтийскому побережью. В результате Тридцатилетней войны 1618—1648 Швеция вошла в число великих держав и стала господствующей державой на Балтике.
В 1654—1655 годах ослабленная восстанием Хмельницкого и войной с Русским царством Речь Посполитая подверглась вторжению шведов, занявших Варшаву и Краков (Северная война 1655—1660). Речь Посполитая, католическое государство, оказалась на грани гибели и захвата протестантским государством, Швецией, что крайне обеспокоило в Вене католическую Габсбургскую династию, правившую в Священной Римской империи.
Одновременно Великий гетман литовский Януш Радзивилл заключил с Карлом Х Кейданский договор, по которому признал власть шведского короля над Великим княжеством Литовским, чем были сведены на нет все военные успехи русско-казацких сил в ВКЛ, и что неизбежно втягивало Русское царство в конфликт со Швецией. Шведский король, стараясь снискать симпатии польской шляхты, обещал помощь «против Москвы и казаков». Ещё в начале 1655 года шведский парламент вотировал королю средства для войны с Русским царством. В результате дипломатам императора Священной Римской империи Фердинанда III Габсбурга удалось склонить Русское царство и Данию вступить в войну со Швецией, чтобы не допустить её усиления и попытаться пересмотреть итоги неудачных войн (Русско-шведской войны 1610—1617 и Датско-шведской войны 1643—1645). Ввиду реальной опасности столкновения с объединёнными литовско-шведскими войсками царь решил нанести упреждающий удар.
17 мая 1656 года он объявил войну Швеции, а в октябре заключил перемирие с Речью Посполитой. Этот шаг привел в ярость главного союзника России, гетмана Богдана Хмельницкого, который поддерживал хорошие отношения со Швецией и воевал против Польши.

## Кампания 1656 года
В кампании 1656 русские войска действовали на трёх основных направлениях.
15 мая царь Алексей Михайлович выступил из Москвы в Полоцк, где собрались главные силы для похода на Ригу. 31 июля был взят Динабург, 14 августа — Кокенгаузен. 21 августа русское войско подошло к Риге и была начата осада города. 1 сентября начался обстрел Риги из осадных орудий. Пробить бреши в городских стенах не удавалось, русские осадные войска несли потери. Датский флот не обеспечил блокаду города с моря, а генерал-губернатор Ливонии Магнус Делагарди получил  подкрепления фельдмаршала Кёнигсмарка и генерала Дугласа. Расчёты на помощь курляндского герцога и бранденбургского курфюрста в переговорах с рижским гарнизоном о добровольной капитуляции не оправдались, и они закончились ничем. Подготовка к штурму Риги закончилась катастрофой: 2 (12) октября гарнизон произвёл вылазку и разбил четыре из семи осадных полков. Появились слухи о начале в Риге эпидемии чумы, что создавало опасность возникновения болезни среди осаждающей армии. 5 (15) октября царь принял решение об отводе войск. Делагарди произвел успешное нападение на арьергард русской армии. 6 (16) октября Делагарди вновь попытался напасть на отступающую армию, но был отбит. 12 (22) октября русское осадное войско возвратилось в Полоцк. Русские воеводы удержали сильные крепости на Западной Двине — Кокенгаузен и Динабург, но главная цель похода не была достигнута — Рига осталась за шведами.
Вторым направлением была юго-восточная Ливония и город Дерпт. К городу была отправлена 8-тысячная армия под командованием А. Н. Трубецкого и Ю. А. Долгорукого, впоследствии усиленная артиллерией. После продолжительной осады (с конца июля 1656 г.) крепость капитулировала 12 (22) октября. Помимо главной цели похода были захвачены соседние замки — Нейгаузен (Новгородок-Ливонский), Ацель (Говья) и Кастер.
Третье направление действий русских войск в 1656 году — Ингерманландия (с целью занятия устья р. Невы). В июле 1656 года войсками под командованием Потёмкина (1 тысяча человек в составе новгородских и ладожских стрельцов и пеших казаков, солдат, карелов-переселенцев (триста человек), «промышленных людей»; 570 человек донских казаков и около 30 человек копорских «вольных казаков») был занят Ниеншанц (рус. Канцы) и блокирован Нотебург (рус. Орешек, ныне — Шлиссельбург). Используя флотилию гребных судов, Потемкин высадил десант на остров Котлин. В этой операции также участвовали и опытные в морском деле донские казаки. Часть шведского гарнизона бежала в Нарву. 22 июля в районе Котлина произошёл морской бой между казацкой флотилией и отрядом шведских гребных судов, который был разбит и рассеян. Казаки захватили 6-пушечную галеру и "языка поймали начального человека капитана Ирека Дальефира, солдат и наряд и знамена поймали". На этом направлении большую помощь русским войскам оказывали партизанские отряды православных карельских крестьян.
В июне отряд Петра Пушкина осадил Кексгольм (Корелу) и оставался под крепостью до сентября. Две попытки, в середине июля и в конце августа, деблокировать Кексгольм провалились. Простояв под крепостью ещё три недели, Пушкин спокойно отошёл в Олонец. Захват Нотебурга – главная цель похода на приладожском ТВД – завершилась неудачей для русских войск, и 17 ноября они начали отход, уводя с собой православное население Ижорской земли.

## Кампания 1657 года
Кампания 1657 года ознаменовалась контрнаступлением шведских войск в Приладожье и Ливонии. На 1657 год русское правительство не планировало крупных акций: в феврале Боярской думой в Москве был вынесен приговор «промышлять всякими мерами, чтобы привести шведов к миру».
Удержав в Приладожье за собой Нотебург и отбив Ниеншанц, несмотря на свирепствовавшую в их рядах чуму, летом шведы перешли в наступление на Лавуйский острог, главную базу русских войск стольника А. С. Потемкина. Шведы стремились нанести удар одновременно и с озера, и с суши. 6 июня на Ладоге у Зеленецких островов произошёл бой, не давший определённого результата. Вскоре после первого нападения шведов последовало второе. 15 июня снова у Зеленецких островов произошло два боя. Шведы были разбиты, и их гнали озером верст десять. 31 июля 36 судов, вооруженных пушками, совершили новое нападение на русских. Бой начался в пятом часу дня и продолжался часа два, затем шведы отступили. 1 августа значительные силы шведов появились в 5 верстах от Лавуйского острога. В течение семи часов продолжался бой «из ручного ружья и наряда». По тем временам это был редкий пример длительного огневого боя. В конце концов шведы отступили. Одновременно с боем на суше, шведская флотилия попыталась произвести десант в районе деревни Кобоны. Однако шведы натолкнулись на сопротивление и также отступили. 22 августа шведы снова совершили нападение на полк А. Потемкина. Они пришли Ладожским озером на больших морских судах, вооруженных артиллерией. У деревни Кобоны в 7 верстах от Лавуйского острога произошёл бой. Шведы были отбиты и отошли к Нотебургу. Этим нападением действия шведов в южном Приладожье в кампанию 1657 года закончились.
На ливонском направлении в марте шведы вторглись в Псковский уезд и пытались взять приступом Псково-Печерский монастырь, но в жестоком бою в ночь на 17 (27) марта 1657 потерпели поражение от войск Матвея Шереметева. Отступающие шведы были настигнуты у деревни Мигузице и разбиты: «графа Магнуса и его полку неметцких людей многих побили и языки поймали». 9 (19) июня 1657 года под Валком в Лифляндии шведы (2700 чел.) нанесли поражение отряду Шереметева (2193 чел.), который тяжело раненым попал в плен и вскоре умер.
Победа под Валком позволила Магнусу Делагарди вновь предпринять контрнаступление в Ливонии. В августе 1657 года шведская армия (4-6 тысяч регулярных войск и 1 тысяча вооружённых крестьян) осадила Юрьев (гарнизон под командованием И. Хилкова насчитывал 800 чел.). Осада Юрьева продолжалась две недели, но активность гарнизона и неудача штурма заставила Делагарди оставить осаду и двинуться дальше. В сентябре армия Делагарди осадила Гдов, которому также удалось устоять до подхода Новгородского разрядного полка.
В состоявшейся битве под Гдовом корпус графа Делагарди был разбит русскими войсками под командованием князя Хованского. Победа над прославленным «графом Магнусом» в русских войсках была воспринята как триумф. Литовский посол Стефан Медекша, находившийся в это время в Борисове, так описал ликование русских: «А между тем дали знать… , что под Псковом шведов несколько тысяч разбито, палили на валах, а пехота вся стреляла, презентуя по городу и замку».
Разбив войска графа Делагарди, князь Хованский вернул инициативу русским войскам и перешёл в наступление. Переправившись через реку Нарву, русские войска вновь напали на графа Делагарди под Сыренском. Граф не принял боя и поспешно отступил к Ревелю. Немного не доходя до моря, князь Хованский прекратил преследование, так как дальше лежали земли, поражённые эпидемией чумы. В руках Хованского оказались Сыренский и Нарвский уезды. Повернув к Нарве, русские войска захватили и сожгли посад. Собрав флотилию, князь переправился на правый берег Нарвы, опустошив Ивангородский и Ямский уезды. Нанеся ещё несколько поражений шведским войскам, князь вернулся в Псков.
Победа князя Хованского свела на нет все успехи шведской армии в 1657 году и вернула стратегическую инициативу русской армии. Разработанная на 1657 год система взаимодействия различных воевод в целом оправдала себя, позволила отразить нападения шведских отрядов и перейти в контрнаступление, причём в трудных условиях зимы 1657—1658 годов.

## Кампания 1658 года и завершение войны
5 января 1658 года, русский отряд князя И. А. Хованского, пройдя по льду Чудского озера, занял Сыренск (Васкнарву), накануне оставленный гарнизоном. В конце января русские войска князя Сонцева-Засекина, посланные князем Г. С. Куракиным из Новгорода, захватили Ям, но не смогли взять штурмом его замок. Густав Горн, губернатор Нарвы, в конце февраля попытался деблокировать замок, но был отбит. В свою очередь, русские не стали продолжать осаду замка и отступили.
В середине марта 1658 года пятитысячный отряд Хованского подошёл к Нарве, начав её осаду. 30 марта с королевским гонцом к царю Конрадом фон Барнером пришло известие, что в феврале 1658 года побеждённая Дания, являвшаяся главным союзником Русского царства, была вынуждена прекратить военные действия и подписать со Швецией мирный договор в Роскилле, и что Швеция вскоре может повернуть свои основные силы против России. Это известие позволило Горну и Хованскому в начале апреля заключить неформальное перемирие. На другом участке противостояния 30 марта отряд стольника Ф. М. Лодыженского неудачно штурмовал Ниен.
В середине апреля Хованский получил царский указ об остановке боевых действий, 22 апреля провел переговоры с Горном и через два дня снял осаду Нарвы. На других фронтах русско-шведской войны боевые действия должны были прекратиться к 21 мая.

## Вопрос военных потерь сторон
Вопрос установки потерь сторон в этой войне до сих пор остается самой неразработанной темой в историографии. В литературе встречаются цифры потерь в 13 тысяч для шведской армии и от 5 тысяч до 14 тысяч для русской.
Долгое время наиболее авторитетным источником, послужившим для характеристики потерь русской армии, были официальные публикации шведских реляций об осаде Риги армией Алексея Михайловича и поражении Псковского полка Матвея Шереметева под Валком. Так, по шведским реляциям, потери армии царя Алексея Михайловича составили около 14 тысяч человек убитыми, а потери Матвея Шереметева в 8-10 тысяч человек. Однако в распоряжении Шереметева под Валком было только 2 тысячи ратников, а заявление шведов о разгроме целого ряда русских полков под Ригой не подтверждается архивными документами.
Одновременно сильно завышены и потери шведской стороны. Здесь, например, некритично воспринимается реляция князя Хованского после победы под Гдовом, в которой цифры потерь шведской армии (около 3 тысяч человек) и её численность (8 тысяч человек) сильно преувеличены.
В целом данная проблема ещё ждёт своего исследователя.

## Итоги и последствия войны
Несмотря на отдельные неудачи, тактика «выжженной земли», усугубленная моровым поветрием и подкреплённая превосходством русских войск «полковой службы», поставила шведов в Эстляндии в критическое положение. Это позволило прекратить боевые действия в апреле 1658 и заключить выгодное перемирие, что высвободило значительные силы к началу нового наступления польско-литовских войск. В успешном завершении военных действий со Швецией в равной мере сыграли роль и традиционно высокое стратегическое мастерство командования, и возросшие боевые качества русской армии.
22 августа 1658 года Горн и Хованский начали мирные переговоры и заключили временное перемирие, в ноябре под Нарву в местечко Валиесари прибыли уполномоченные от Русского царства и Швеции, и 20 декабря 1658 года было заключено Валиесарское перемирие со шведами сроком на три года, по которому Русское царство удержало часть завоёванной Ливонии (с Дерптом и Мариенбургом). Однако после истечения перемирия в 1661 году Русскому царству во избежание одновременной войны со Швецией и Польшей пришлось подписать со Швецией Кардисский мирный договор (1661 год), по которому оно отказывалось от всех своих завоеваний 1656—1658 годов.
Наибольших успехов добилась австрийская дипломатия, сумевшая чужими руками сдержать усиление Швеции и сохранить ослабленную Польшу, которая до 1661 года оставалась связанной войной с Русским царством.
Виленское перемирие с Речью Посполитой вызвало определённое недопонимание между Москвой и гетманом Богданом Хмельницким, который предостерегал Алексея Михайловича о коварстве «ляхов», а после заключения Виленского перемирия продолжал в союзе со Швецией, Трансильванией и Бранденбургом войну против Речи Посполитой. Однако во время последовавших за перемирием с Польшей переговоров Хмельницкий поддержал рассматривавшийся вопрос об избрании Алексея Михайловича на польский трон:«А что Король Казимер… и все паны рады Коруны польской тебя, великого государя нашего, ваше царское величество, на Коруну Польскую и на Великое Княжество Литовское обрали, так чтоб и ныне того неотменно держали. А мы вашему царскому величеству, как под солнцем в православии сияющему государю и царю, как верные подданные, прямо желаем, чтоб царское величество, как царь православный, под крепкую свою руку Коруну Польскую принял».
Преемник Хмельницкого Иван Выговский также поддерживал союзнические отношения с Карлом Х Густавом. Он подписал в октябре 1657 со шведским королём союзнический договор в Корсуне. По условиям договора, шведский король Карл Х Густав обязывался добиваться признания Речью Посполитой независимости Гетманщины, а западноукраинские земли, которые находились под властью Речи Посполитой, должны были войти в состав Гетманщины. Однако начало военных действий между Швецией и Данией в августе 1658 года и сложная внутриполитическая ситуация не позволили реализовать условия Корсуньского договора. В итоге Выговский разорвал Переяславский договор и подписал Гадячский трактат с Польшей о возвращении Запорожского казачества под власть польской короны.
По опыту этой войны в Русском царстве была проведена военная реформа, увеличившая количество полков нового строя. В частности, произошли серьёзные изменения в личном составе конницы: дворяне сотенной службы массово переводились в рейтарские полки.

## Другие конфликты в то же время
- Русско-польская война 1654—1667
- Северная война 1655—1660
- Шведский потоп
- Руина (история Украины)